# Food Swap
Als Food Swap (dt. Austausch / Tauschhandel von Nahrungsmitteln) werden Treffen bezeichnet, bei denen die Teilnehmenden ausschließlich selbst hergestellte oder erzeugte Nahrungsmittel wie Früchte, Gemüse usw., Konserven (Marmelade etc.) oder z. B. Brot untereinander probieren und – inklusive ihrer entsprechenden Erfahrungen – tauschen, wobei kein Geld bezahlt wird. In ihrer modernen Form stammt die Praxis aus den USA.

## Ablauf
Food Swaps begannen 2010 in Brooklyn, 2014 gab es in den USA 78 regelmäßig stattfindende Food Swaps.
Es gibt für einen Food Swap keine detaillierten Regeln, gemeinsam haben diese Veranstaltungen das regelmäßige Stattfinden, den Fokus auf selbst gemachte oder gekochte Lebensmittel und den Verzicht auf Geld, also den reinen Tauschhandel. Der Fokus mancher Veranstaltungen liegt eher auf dem gemeinsamen Probieren und der Geselligkeit, andere Food Swaps dienen eher der Ernährung mit wenig Geld oder dem Ausprobieren einer Form der Sharing Economy.
Bei vielen Food Swaps gibt es eine Phase der Inaugenscheinnahme und des Probierens. Danach tragen sich die jeweiligen Interessenten in die bei den einzelnen Produkten ausgelegten Listen ein; nach der Vereinbarung der Tauschwerte werden schließlich die einzelnen Angebote unter den Interessenten nach Art einer „stillen Versteigerung“ verteilt. Das Festsetzen der angemessenen Tauschwerte kann dabei ein Problem sein, der Erfolg eines Food Swaps hängt genauso vom richtigen Zusammentreffen von Erwartungen und Angebot der Teilnehmer ab.